# Carrick-on-Shannon
Carrick-on-Shannon (en français, la ville où l'on peut passer la rivière à gué) est une ville irlandaise située sur le fleuve Shannon à l’extrémité sud du Lough Allen à approximativement 150 km à l’ouest de Dublin. La ville se trouve dans le comté de Leitrim, dont elle est la capitale, et dans la province du Connacht.

## Histoire
Carrick-on-Shannon a reçu par ordonnance royale le statut de borough avec son propre sceau en 1607.

## Patrimoine
Le patrimoine historique de la ville est important. Les ruines du Château de Carrick peuvent être aperçues juste à côté du pont de Carrick sur la Shannon. Plusieurs vieilles bâtisses, des manoirs ou des chapelles sont ouvertes à la visite.

## Environnement
La ville obtient une médaille d'or au concours de L'Entente Florale en 2010.

## Activités
Carrick-on-Shannon est internationalement connue pour ses compétitions de pêche. La présence de 41 lacs poissonneux dans un rayon de 10 km autour de la ville lui a même donné le surnom de paradis des pêcheurs.

## Jumelage
Carrick-on-Shannon est jumelée avec la commune de Cesson-Sévigné près de Rennes en France.

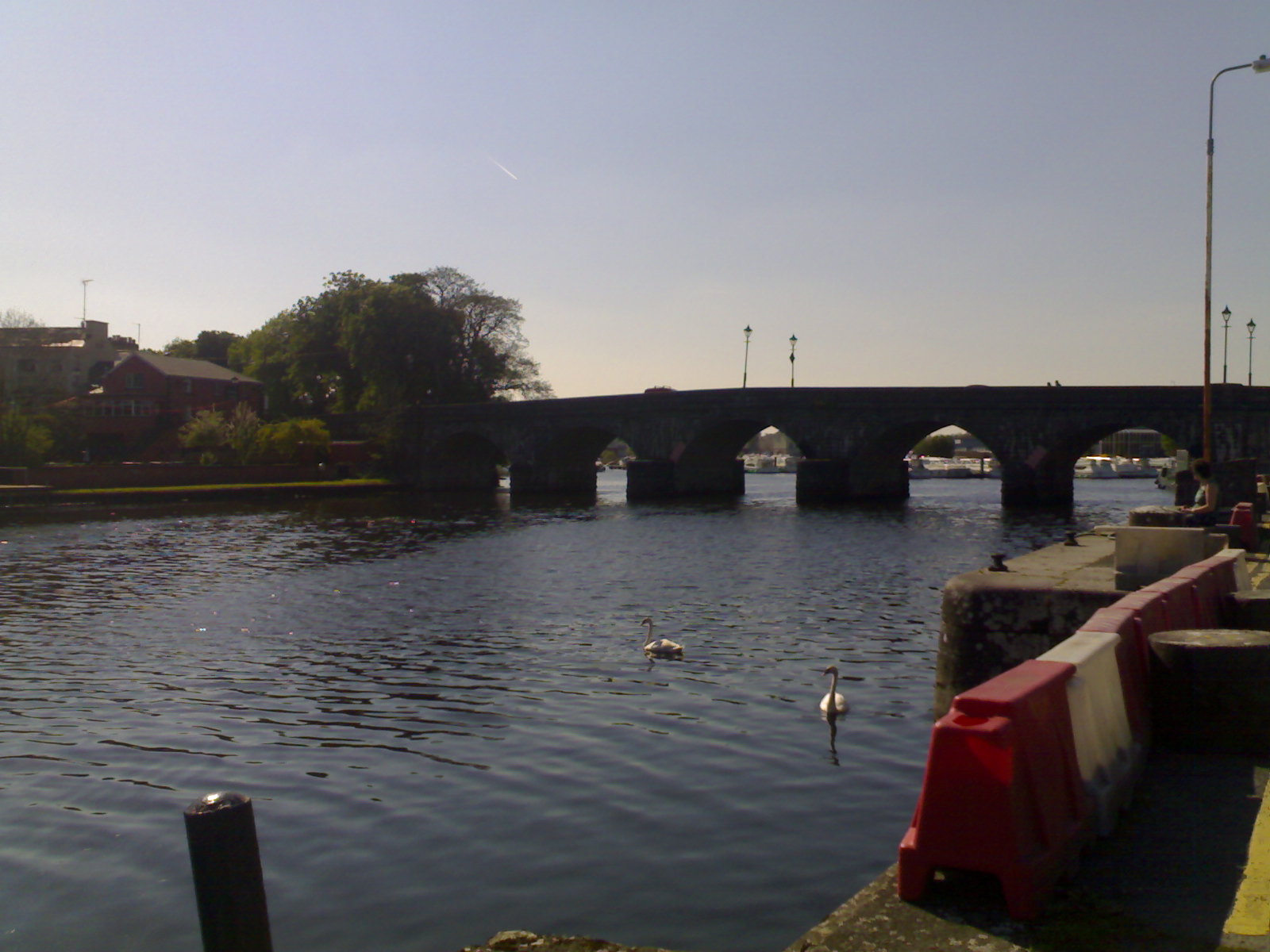
Le pont, Carrick-on-Shannon
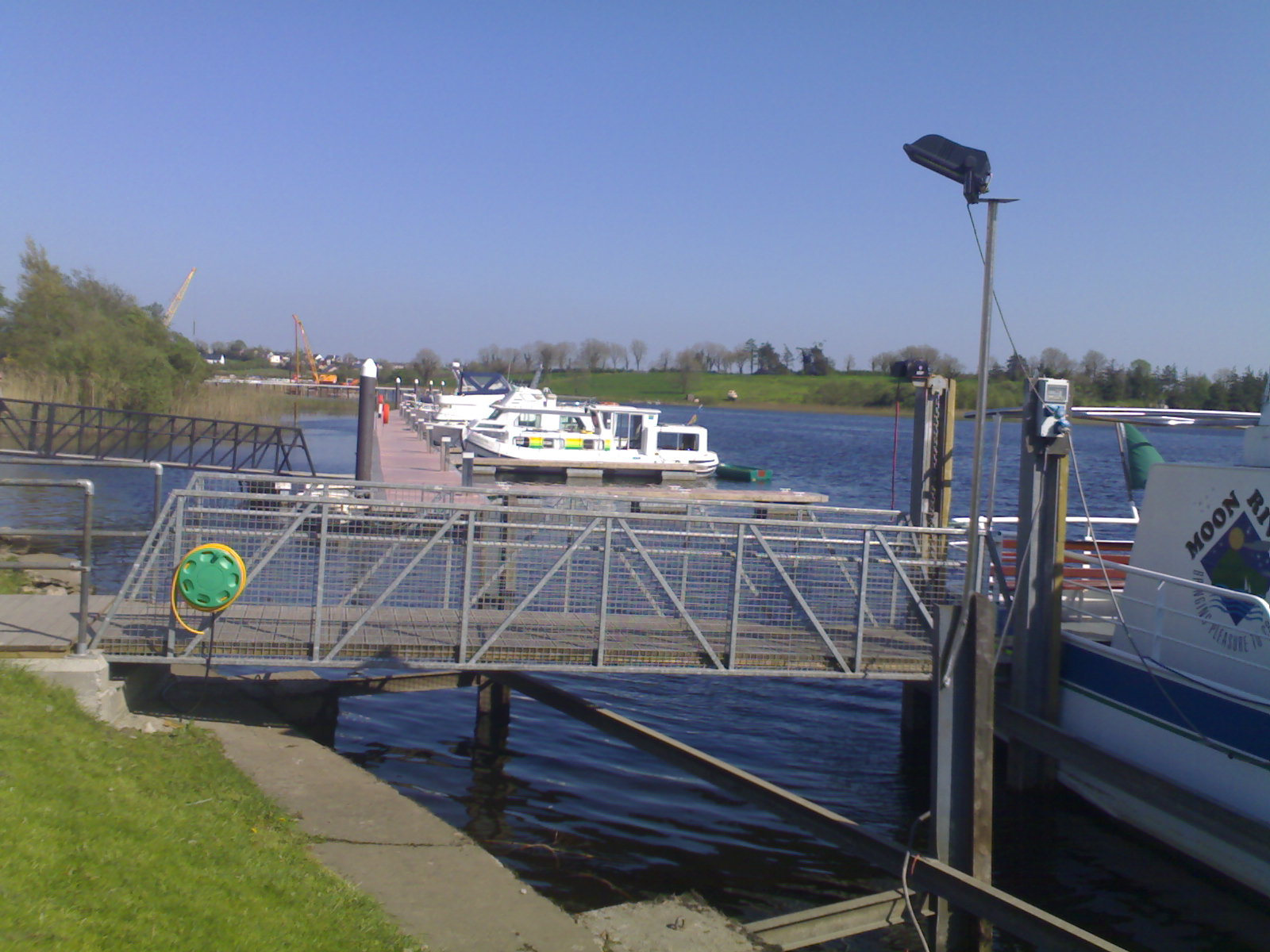
Le port, Carrick-on-Shannon